# Justin Kluivert
Justin Dean Kluivert (* 5. Mai 1999 in Zaandam, Niederlande) ist ein niederländischer Fußballspieler. Der Flügelstürmer steht beim AFC Bournemouth unter Vertrag und ist seit März 2018 niederländischer A-Nationalspieler. Er ist der Sohn des ehemaligen Fußballspielers Patrick Kluivert.

## Karriere

### Verein
Der Sohn des ehemaligen Nationalspielers Patrick Kluivert, den er als sein „größtes Idol“ bezeichnete, wurde während dessen aktiver Karriere im nordholländischen Zaandam geboren. Er hat einen älteren (Quincy) sowie zwei jüngere (Ruben und Shane) Brüder. Beim Amsterdamer Stadtteilklub ASV De Dijk begann Justin mit dem Vereinsfußball, anschließend war er für den AFC aktiv und wechselte schließlich mit acht Jahren in die Nachwuchsakademie von Ajax Amsterdam, bei dem bereits sein Vater ausgebildet wurde und zum Profi reifte. Sowohl in der U17 wie auch als A-Jugendlicher war Kluivert bereits auf offensiven Positionen aktiv, hauptsächlich auf den beiden Flügeln. Die B-Jugend führte er zeitweise als Mannschaftskapitän an, mit der U19 spielte er in der UEFA Youth League und holte 2016 neben anderen späteren Amsterdamer Profis wie Abdelhak Nouri, Matthijs de Ligt oder Kasper Dolberg den Meistertitel.
Bereits als 17-Jähriger wurde der Flügelspieler neben Mannschaftskameraden wie Vince Dekker, de Ligt und Václav Černý in den Spielbetrieb der zweiten Herrenmannschaft in der zweitklassigen Eerste Divisie eingebunden, in der Rückrunde der Saison 2016/17 folgten dann auch mehrere Spiele in der Eredivisie. In der ersten Liga ließ Cheftrainer Peter Bosz häufig ein offensives 4-3-3 spielen, in dem Kluivert im Wechsel mit David Neres und Amin Younes die Außenbahnen bespielte, erste Tor- und Torvorlagenerfolge konnte der Spieler ebenfalls früh feiern. Auf dem Weg ins Endspiel der Europa League 2016/17, an dem Kluivert nicht teilnahm, half er mit, unter anderem Schalke 04 und Olympique Lyon auszuschalten, das Finale selbst ging aber gegen Manchester United verloren. Nach Erlangung der Volljährigkeit wäre der Flügelspieler noch für die U19 spielberechtigt gewesen, wurde aber von Bosz' Nachfolger Marcel Keizer in der Vorbereitung auf die Spielzeit 2017/18 fest in die erste Mannschaft integriert. Er erhielt die Planstelle des Flügelstürmers Bertrand Traoré, der nach Ablauf seines Leihvertrags zum FC Chelsea zurückkehrte, eine Nachverpflichtung fand nicht statt. Gemeinsam mit Neres war Kluivert bald Stammkraft auf den Außenbahnen, während Klaas-Jan Huntelaar das Sturmzentrum besetzte. Wettbewerbsübergreifend konnte er 16 Scorerpunkte sammeln, womit er sogar noch der leistungsschwächste Amsterdamer Offensivspieler war.
Im Sommer 2018 wechselte der Niederländer in die italienische Serie A zur AS Rom, bei der er einen Fünfjahresvertrag unterschrieb und Ajax 17,25 Millionen Euro eingebracht haben soll. Den Zuschlag hatten die Italiener unter anderem aufgrund ihres Erreichens des Europa-League-Halbfinales, aber auch aufgrund der Attraktivität der Stadt erhalten, nachdem sich laut Sportdirektor Monchi auch andere Vereine um die Gunst des Angreifers bewarben. In Eusebio Di Francescos offensiven Systemen konkurrierte Kluivert mit Stephan El Shaarawy sowie Cengiz Ünder, Patrik Schick und Nicolò Zaniolo um die Außenpositionen. Der Spieler, der in Gedenken an seinen ehemaligen und schwer erkrankten Mannschaftskameraden aus der Amsterdamer Jugend, Nouri, in seinem ersten Jahr die Rückennummer 34 trug, wurde mit seinem Tor beim 5:0 gegen Viktoria Pilsen zum jüngsten niederländischen Europapokaltorschützen sowie zum jüngsten Champions-League-Torschützen der Roma. In seiner ersten Spielzeit hatte er sich eigenen Aussagen zufolge an das im Gegensatz zu den Niederlanden höhere Niveau zu gewöhnen, hinzu kamen eine neu zu erlernende Sprache sowie ein Abschnitt im Leben, den Kluivert erstmals ohne die dauernde Anwesenheit seiner Familie bestreiten musste. Vor allem Spielführer Daniele De Rossi nahm den Neuzugang jedoch sofort unter seine Fittiche und konnte mit ihm auf Englisch kommunizieren. Dass in Italien häufiger auch Abwehraufgaben von den Angreifern erwartet wurden, lernte der junge Spieler rasch von seinem Trainer Di Francesco, seine Bemühungen im Defensivspiel wurden von der Fachpresse ebenso gelobt wie sein Antritt im Umschaltspiel sowie eine mannschaftsdienliche Spielweise.
Am 5. Oktober 2020 wechselte Kluivert für ein Jahr auf Leihbasis zum Bundesligisten RB Leipzig, mit dem er und sein damaliger Berater Mino Raiola bereits zwei Jahre zuvor erfolglos verhandelt hatten. Dort wurde er als Nachfolger für Patrik Schick, der in der vorherigen Saison ebenfalls von der Roma ausgeliehen war, sowie Ademola Lookman, der leihweise in seine Heimat wechselte, eingeplant. Kluivert selbst schrieb sich im Vorfeld Stärken in puncto Geschwindigkeit sowie im Abschluss und bezüglich seines Raumgefühls zu. Durch die Etablierung Angeliños auf der linken Außenbahn und wechselnden Einsätzen von Amadou Haidara und Nordi Mukiele auf Rechts reichte es für den Niederländer in der Hinrunde lediglich zu Einsätzen von der Bank, in denen ihm zwei direkte Torbeteiligungen gelangen. Darüber hinaus fiel er für mehrere Spiele verletzungsbedingt aus. Der Spieler selbst gab an, sich nur schwer an die Intensität der Bundesliga gewöhnen zu können, bereute seinen Schritt aber nicht und zeigte sich dankbar über die gewonnenen Eindrücke aus Deutschland. Am Ende der Spielzeit standen für Kluivert wettbewerbsübergreifend 27 absolvierte Pflichtspielbegegnungen im Trikot der Sachsen zu Papier, in denen er 4 Tore erzielte.
Mit Ende des Leihvertrags kehrte Kluivert vor Beginn der Saison 2021/22 nach Rom zurück und wurde erneut für ein Jahr ausgeliehen, diesmal an den OGC Nizza. Am 1. September 2022 wechselte er auf Leihbasis in die spanische Liga zum FC Valencia.
Nach der Saison 2022/23 wechselte Kluivert zum Britischen Erstligisten AFC Bournemouth.

### Nationalmannschaft
Beginnend mit der U15-Nationalmannschaft durchlief Kluivert alle Juniorenmannschaften der Niederlande seit 2013. Seit 2018 läuft er für die A-Nationalmannschaft auf. Sein Debüt gab er dort am 26. März 2018 in einem Testspiel gegen Portugal, als er in der 78. Minute für Memphis Depay eingewechselt wurde.

### Erfolge
Ajax Amsterdam
- Niederländischer A-Jugend-Meister: 2016
- Europa-League-Finalist: 2017

RB Leipzig
- Deutscher Vizemeister: 2021

Individuell
- Nominierung für die Kopa-Trophäe: 2018 (3. Platz)

## Trivia
Kluivert ist seit 2023 neben Florin Răducioiu, Christian Poulsen und Stevan Jovetić einer von vier Spielern, die in jeder der fünf „stärksten“ europäischen Ligen gespielt haben, der Premier League, der Primera División, der Serie A, der Ligue 1 und der deutschen Bundesliga.